# 근명고등학교
근명고등학교(槿明高等學校)는 대한민국 경기도 안양시 만안구 안양동에 있는 사립 고등학교이다.

## 학교 연혁
- 1967년 10월 5일 : 근명상업고등학교 설립인가(1학급), 학교법인 '근명학교' 설립, 초대 이사장 사태현 선생 취임, 초대 교장 이종범 선생 취임
- 1973년 3월 1일 : 근명여자상업고등학교로 개명
- 1998년 3월 1일 : 근명여자정보산업고등학교 개명(정보처리과, 경영정보과, 상업디자인과, 유통경제과로 편성)
- 2002년 10월 19일 : 근명여자정보고등학교로 개명 승인(인터넷정보과, 경영정보과, 상업디자인과로 편성)
- 2011년 6월 9일 : 학과개편(마케팅경영과 5학급, IT경영과 3학급, 디자인경영과 2학급)
- 2011년 7월 25일 : 도교육청지정 마케팅 특성화 고등학교 인가
- 2016년 6월 29일 : 제5대 이사장 배현기 선생 취임
- 2020년 3월 1일 : 근명고등학교로 개명 승인
- 2020년 3월 1일 : 남녀공학 변경
- 2021년 6월 29일 : 경기도형 도제 섬유‧의류분야 선정, 경기도형 도제 식품가공 분야 선정
- 2024년 3월 1일 : 제17대 교장 최경호 선생 취임
- 2024년 3월 4일 : 2024학년도 1학년 179명 입학 마케팅경영과 45명, 베이커리카페과 46명, 패션산업디자인과 44명, 앱서비스과 44명 입학
- 2024년 3월 4일 : 2024디지털기반 교육혁신 선도학교 지정

## 설치 학과
- 앱서비스과
- 패션산업디자인과
- 마케팅경영과
- 베이커리카페과

## 참고 자료
- 근명고등학교 - 한국교육학술정보원 학교알리미